# Lövören
Lövören är en liten ö i Lule skärgård, norr om Ytterstön. Den är belägen i de östra delarna av ögruppen Tistersöarna.